# チチハル駅
チチハル駅（チチハルえき）は、中華人民共和国黒竜江省チチハル市鉄鋒区に位置する平斉線、斉北線の駅。

## 歴史
- 1928年　開業。

## 隣の駅
中華人民共和国鉄道部
平斉線
チチハル南駅 - チチハル駅
斉北線
チチハル駅 - 高頭駅
座標: 北緯47度20分15秒 東経123度59分20秒 / 北緯47.3374度 東経123.989度